# Кленшан-сюр-Орн
Кленша́н-сюр-Орн (фр. Clinchamps-sur-Orne) — коммуна во Франции, находится в регионе Нижняя Нормандия. Департамент коммуны — Кальвадос. Входит в состав кантона Бургебюс. Округ коммуны — Кан.
Код INSEE коммуны — 14164.

## Население
Население коммуны на 2010 год составляло 1101 человек.
| 1962 | 1968 | 1975 | 1982 | 1990 | 1999 | 2010 |
| ---- | ---- | ---- | ---- | ---- | ---- | ---- |
| 493  | 532  | 523  | 618  | 804  | 969  | 1101 |

## Экономика
В 2010 году среди 763 человек трудоспособного возраста (15—64 лет) 570 были экономически активными, 193 — неактивными (показатель активности — 74,7 %, в 1999 году было 73,2 %). Из 570 активных жителей работали 525 человек (268 мужчин и 257 женщин), безработных было 45 (23 мужчины и 22 женщины). Среди 193 неактивных 76 человек были учениками или студентами, 79 — пенсионерами, 38 были неактивными по другим причинам.